# Promoce

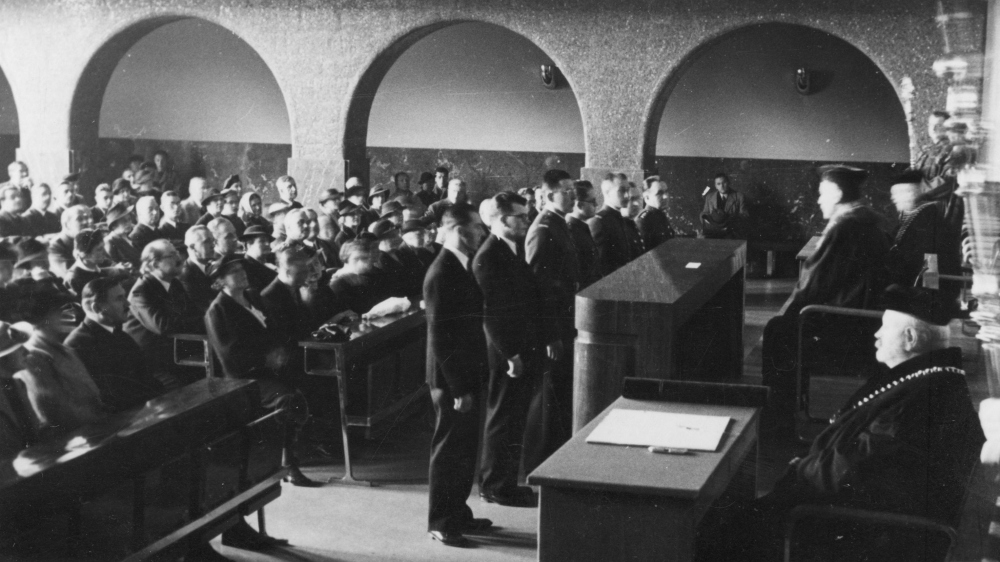
Promoce na právnické fakultě UK (1937).

Studenti při promoci.

Promoce (z lat. promotio, od pro-moveo, postrčit, podpořit, přeneseně též povýšit) je obvykle slavnostní akademický obřad (ceremoniál) udělení akademického titulu jednotlivým osobám, který následuje po jejich řádném formálním ukončení vysokoškolského studia či rigorózního řízení. Termínu se užívá i v případě slavnostního obřadu udílení titulů z vyššího odborného studia, profesního vzdělávání či certifikátů univerzity třetího věku či jiných ucelenějších kurzů. V České republice nemá promoce právní význam, protože akademický titul se získává už ukončením studia státní zkouškou, přičemž některé školy při této příležitosti vydávají potvrzení o složení zkoušky a právu používat akademický titul. Fakticky je tedy tím povýšením neboli promocí právě tato událost a to, co je jako promoce označováno, je vlastně jen slavnostní předání diplomu člověku, který mnohdy již několik měsíců může akademický titul legálně používat. Je to nicméně jakýmsi protějškem imatrikulace, protože promocí je absolventům symbolicky slavnostně potvrzeno vyřazení z akademické obce dané vysoké školy, která se jim tak stává alma mater.

## Místo konání promoce
Vzhledem ke slavnostní (obřadní) povaze události se promoce provádí ve vhodných společenských prostorách, pokud má příslušná vysoká škola prostory vlastní, nazývají se obvykle aula (např. Velká aula Karolina tradičně slouží pro promoce absolventů Univerzity Karlovy v Praze, Vencovského aula pro promoce na Vysoké škole ekonomické, Betlémská kaple pro promoce absolventů Českého vysokého učení technického v Praze a Vysoké školy chemicko-technologické v Praze, aula Právnické fakulty Masarykovy univerzity pro promoce absolventů Masarykovy univerzity a aula na rektorátu Univerzity Palackého v Olomouci je pro všechny fakulty UP Olomouc). Pokud vysoká škola nevlastní vhodné prostory pro konání promocí, užívá jiné veřejné společenské síně (v Praze např. Obecní dům) apod.

## Průběh promoce
Promoce je slavnostní společenskou událostí veřejné povahy, které se zúčastní na jedné straně ti lidé, kterým je titul udělován a kteří mají být promováni, na druhé straně pověřený promotor (obvykle profesor), který promoci zahajuje a předává studentům diplomy, dále rektor nebo prorektor, děkan nebo proděkan a pedel příslušné vysoké školy, resp. fakulty, a konečně veřejnost – zpravidla příbuzní a známí promovaných osob. V některých zahraničních případech se promoce vynikajících absolventů může konat pod záštitou hlavy státu, tzv. promoce sub auspiciis.
Po projevech rektora a děkana promotor přečte promoční slib a studenti se k němu jednotlivě přihlašují, například latinským SPONDEO AC POLLICEOR (v překladu „Zavazuji se a slibuji“). Poté si přebírají slavnostně z rukou promotora vysokoškolský diplom jakožto osvědčení o absolvovaném studiu a získaném titulu.
Studenti, kteří se tohoto fakultativního (a někdy též placeného) ceremoniálu neúčastí, si zpravidla přebírají doklad u ukončeném vzdělání (vysokoškolský diplom) např. na studijním oddělení školy.